# حليات (الصومعة)

تعديل مصدري - تعديل

حليات هي إحدى قرى عزلة الفروي(ذي مسنام) بمديرية الصومعة التابعة لمحافظة البيضاء، بلغ تعداد سكانها 32 نسمة حسب تعداد اليمن لعام 2004.